# Eishockey-Bundesliga (Österreich) 1976/77
Meister der Österreichischen Eishockey-Bundesliga 1976/77 wurde zum 18. Mal der Vereinsgeschichte der Titelverteidiger EC KAC.

## Bundesliga

### Modus
Die sieben Vereine spielten im Grunddurchgang jeweils vier Mal gegeneinander. Die besten vier Vereine qualifizierten sich für die best of three Halbfinalserie, die beiden Gewinner trafen in der (ebenfalls best of three) Finalserie aufeinander.

### Tabelle nach dem Grunddurchgang (24 Runden)
| Platz | Team            | GP | W  | T | L  | Tore    | P  |
| ----- | --------------- | -- | -- | - | -- | ------- | -- |
| 1.    | EC KAC          | 24 | 18 | 3 | 3  | 135:64  | 39 |
| 2.    | ATSE Graz       | 24 | 16 | 2 | 6  | 116:57  | 34 |
| 3.    | ECS Innsbruck   | 24 | 16 | 0 | 8  | 145:83  | 32 |
| 4.    | Wiener EV       | 24 | 10 | 1 | 13 | 109:103 | 21 |
| 5.    | Kapfenberger SV | 24 | 8  | 1 | 15 | 98:124  | 17 |
| 6.    | VEU Feldkirch   | 24 | 8  | 1 | 15 | 94:141  | 17 |
| 7.    | HC Salzburg     | 24 | 4  | 0 | 20 | 55:180  | 8  |

### Halbfinale
```
                                   
Serie    1      2      3

EC KAC
    (1) – ECS Innsbruck (4)   
3:0
    9:1    8:3    6:1

ATSE Graz
 (2) – Wiener EV     (3)   
3:0
    4:2    5:3    5:2
```

### Finale
```
                            
Serie     1       2       3       4       5

EC KAC
 (1) – ATSE Graz (2)   
3:2
     6:3     4:5nV   2:3     2:1nV   4:2
18. Meistertitel für den 
EC KAC
.
```

## Nationalliga

### Endtabelle (20 Runden)
| Platz | Team           | GP | W  | T | L  | Tore    | P  |
| ----- | -------------- | -- | -- | - | -- | ------- | -- |
| 1.    | EC VSV         | 20 | 18 | 1 | 1  | ---:--- | 37 |
| 2.    | Krems          | 20 | 12 | 3 | 3  | ---:--- | 27 |
| 3.    | EK Zell am See | 20 | 12 | 2 | 6  | ---:--- | 26 |
| 4.    | EHC Lustenau   | 20 | 10 | 1 | 9  | ---:--- | 21 |
| 5.    | EC Kitzbühel   | 20 | 2  | 1 | 17 | ---:--- | 5  |
| 6.    | SV Leoben      | 20 | 1  | 2 | 17 | ---:--- | 4  |

```
Der 
EC VSV
 qualifizierte sich als Nationalliga-Meister für die Bundesliga.
```

## Regionalliga
- Meister der Regionalliga Ost: WAT Stadlau
- Meister der Regionalliga West: Hohenems

Durch zwei klare Siege über Hohenems (18:1, 13:5) sicherte sich der WAT Stadlau den Aufstieg in die Nationalliga.